# Reno Nonsens
Reno Nonsens (auch Regnauld Nonsens; * 3. April 1919 in Straßburg als Regnauld Seyfarth; † 27. September 2001 in Frankfurt am Main) war ein deutscher Schauspieler und Kabarettist.

## Leben und Wirken
Er kam mit sechs Jahren nach Frankfurt am Main, absolvierte 1939 an der Wöhlerschule die Reifeprüfung und besuchte eine Klavier- und Schauspielklasse an Dr. Hoch’s Konservatorium. Nach einer Lehre als Gerber in Freiberg wurde er zum Kriegsdienst eingezogen. Nach seiner Entlassung studierte er Wirtschaftswissenschaften in Frankfurt, Straßburg und Freiburg bis zum  Abschluss als Diplom-Volkswirt.
Nach dem Krieg wandte er sich ganz seinen künstlerischen Neigungen zu. 1950 gehörte er mit Rudolf Rolfs zu den Begründern des Kabaretts Die Schmiere, des „schlechtesten Theaters der Welt“. Im hessischen Fernsehen war er in den 1960er Jahren als Pförtner in der Serie Die Firma Hesselbach zu sehen. Bundesweit bekannt wurde er dann durch die Fernsehshow Zum Blauen Bock, in der er als frankfurterisch babbelnder Oberkellner und Sidekick für Heinz Schenk und Lia Wöhr auftrat. In seinen Rollen verkörperte er meist den ewigen Nörgler und missgelaunten Spießer. Seine kleinen Auftritte, die immer auch einen Kalauer beinhalteten, begannen meistens mit den Worten: „Tach, Frau Wirtin!“ „Tach, Herr Nonsens!“. 1990 nahm er mit dem Programm Rolfs und Nonsens räumen das Lager seinen Abschied von der Bühne.